# Bar-sur-Aube
Bar-sur-Aube és un municipi francès, situat al departament de l'Aube i a la regió del Gran Est.